# Cypholophus brunneolus
Cypholophus brunneolus är en nässelväxtart som beskrevs av Adolph Daniel Edward Elmer. Cypholophus brunneolus ingår i släktet Cypholophus och familjen nässelväxter. Inga underarter finns listade i Catalogue of Life.